# Dysdera vignai
Dysdera vignai este o specie de păianjeni din genul Dysdera, familia Dysderidae, descrisă de Gasparo în anul 2003.
Este endemică în Lebanon. Conform Catalogue of Life specia Dysdera vignai nu are subspecii cunoscute.